# Yaron Matras
Yaron Matras (geboren 24. Oktober 1963 in Chicago) ist ein US-amerikanischer Linguist mit dem Schwerpunkt Romani.

## Leben
Yaron Matras studierte von 1982 bis 1983 Allgemeine Linguistik und Arabistik an der Hebräischen Universität Jerusalem, dann bis 1987 Vergleichende und Germanistische Linguistik an der Universität Tübingen. Nach seinem Wechsel an die Universität Hamburg, wo er 1989 seinen Magistergrad abschloss, spezialisierte er sich auf Soziolinguistik des Kurdischen und dann auf funktional-typologische Analyse des Romani. Mit Untersuchungen zu Grammatik und Diskurs des Romanes, insbesondere dem Dialekt der Kalderasch und Lovara, wurde er 1994 in Hamburg promoviert. Er arbeitete Teilzeit im Wissenschaftsbetrieb an der Hamburger Universität und als Pressesprecher bei der Rom und Cinti Union. 1995 erhielt er eine Stelle an der Universität Manchester, wo er bis 2020 forschte und lehrte. Im Jahr 2012 wurde er mit einem Senior Fellowship des Zukunftskollegs der Universität Konstanz ausgezeichnet. Ab 2017 hatte er eine dreijährige Wolfson-Professur der British Academy inne, die er der Forschung „zu einer neuen Epistemologie der städtischen Mehrsprachigkeit“ widmete. Seither hatte er verschiedene Positionen als Gastwissenschaftler, u. a. 2022/23 am Hanse-Wissenschaftskolleg. Seit 2023 ist er Associate Fellow am London Centre for the Study of Contemporary Antisemitism.
Matras war von 1999 bis 2017 Mitherausgeber der Zeitschrift Romani Studies. Beim Verlag Mouton de Gruyter gibt er die Forschungsreihe Language Contact and Bilingualism und, als Mitherausgeber, die Empirical Approaches to Language Typology heraus.

## Schriften (Auswahl)
- The Romani Gypsies. Harvard University Press, 2015.
- I met lucky people: The story of the Romani Gypsies. Allen Lane, 2014.
- A Grammar of Domari. Mouton de Gruyter, 2012.
- Romani in Britain: The afterlife of a language. Edinburgh University Press, 2010.
- Language contact. Cambridge University Press, 2009.
- mit Jeanette Sakel (Hrsg.): Grammatical borrowing in cross-linguistic perspective. Berlin: Mouton de Gruyter, 2007.
- mit Viktor Elšík: Markedness and language change: the Romani sample. Mouton de Gruyter, Berlin u. a. 2006, ISBN 3-11-018452-4. (= Empirical approaches to language typology, 32)
- mit Hans Winterberg, Michael Zimmermann: Sinti, Roma, Gypsies. Sprache, Geschichte, Gegenwart. Berlin : Metropol, 2003, ISBN 3-936411-26-3.
- Romani: A linguistic introduction. Cambridge University Press, 2002.
- The Development of the Romani Civil Rights Movement in Germany 1945-1996, in: Susan Tebbutt (Hrsg.): Sinti und Roma in der deutschsprachigen Gesellschaft und Literatur. (Forschungen zur Literatur- und Kulturgeschichte; 72). Frankfurt am Main u. a. 2001, S. 49–63.
- (Hrsg.): The Romani element in non-standard speech. Wiesbaden : Harrassowitz, 1998.

Beiträge
- The Role of Language in Mystifying and Demystifying Gypsy Identity. In: Nicholas Saul, Susan Tebbutt: The Role of the Romanies: Images and Counter-images of „Gypsies“/Romanies in European Cultures. Liverpool University Press, Liverpool 2004, ISBN 978-0-85323-679-5.
- Two Domari legends about the origins of the Doms. (PDF; 340 kB) In: Romani Studies. 5, Bd. 10, Nr. 1, 2000, S. 49–75.
- The state of present-day Domari in Jerusalem. (PDF 672 kB) In: Mediterranean Language Review. 11, 1999, S. 1–58.